# Door Number Three
Door Number Three es el sexto episodio de la cuarta temporada y trigésimo sexto episodio a lo largo de la serie de drama y ciencia ficción de TNT Falling Skies. Fue escrito por Melissa Glenn y dirigido por Jonathan Frakes. Fue estrenado el 27 de julio de 2014 en Estados Unidos y el 28 de julio de 2014 en Latinoamérica.
Después de meses separados, Tom finalmente se reencuentra con su familia y la 2nd Mass. Sin embargo, la reunión es interrumpida cuando Lexi sufre una crisis ligada a su ADN híbrido. La crisis de Lexi pone a los miembros de su familia unos contra otros cuando surgen diferentes ideas sobre cómo lidiar con la situación, sin embargo, Anne está decidida a hacer todo lo posible por salvar a su hija.

## Argumento
Hal y la 2nd Mass finalmente llegan al refugio de Lourdes y ahí se reencuentran con Tom, Matt y el coronel Weaver y son recibidos por Ben y Anne, quien continúa preocupada por la salud de Lexi. Mientras tanto, Lexi desarrolla un capullo parecido al de los Espheni que la mantiene aislada del resto de la población. Al descubrir esto, Anne intenta abrir el capullo pero Tom se lo impide, ya que podría matar a su hija. Anne le revela a Tom que Lexi cree que uno de los Overlords es su padre. Hal y Maggie se reencuentran.
Kadar explica a los Mason y Shaq que el ADN humano y Espheni dentro de Lexi se han fusionado, comparando tal situación con las orugas y las mariposas, y cree que una vez que Lexi salga del capullo será alguien completamente diferente. Debido a esto, las dudas de Hal sobre el peligro que su hermana pueda representar para los habitantes del lugar se hacen presente, sin embargo, Tom le dice que se ocupará de ello en caso de ser necesario.
Shaq explica que los Volm tienen poco experiencia abriendo capullos Espheni, ya que en los casos en los que se ha hecho, los individuos han muerto. Mientras tanto, Anne y Kadar intentan que la doctora recuerde su tiempo en la torre Espheni, cuando ella y su hija estuvieron cautivas y ésta logró romper un capullo, sin embargo, la conciencia de Anne la transporta a la noche de la invasión en donde su hijo Sam murió.
Hal y el resto de la 2nd Mass se reúnen con Shaq, quien les informa que el capullo es capaz de irradiar tal cantidad de calor que puede llegar a herir severamente a los que se encuentren cerca de él, como un mecanismo de defensa y les aconseja que se mantengan alejados de él. Sin embargo, Pope lidera un levantamiento de armas en el que participan Maggie y Hal y enfrentan a Tom, quien nuevamente les dice que en caso de que Lexi se presente como un peligro, él tomará las medidas necesarias.
Hal es convencido por las palabras de su padre y deja las armas, uniéndose a la barricada para proteger a Lexi. Anne logra llegar subconscientemente a la época en la que estuvo cautiva y descubre que fue Lexi quien la salvó de ser ejecutada por Karen. Finalmente, el doctor Kadar intenta despertar a Anne pero ésta no responde. Lexi se presenta ante su madre en su sueño y le dice que la necesita. Anne recobra el conocimiento y se dirige al capullo de Lexi, tocándolo. Lexi abre los ojos.

## Elenco
| - Noah Wyle como Tom Mason. - Moon Bloodgood como Anne Glass. - Drew Roy como Hal Mason. - Connor Jessup como Ben Mason. - Maxim Knight como Matt Mason. - Colin Cunningham como John Pope. - Sarah Sanguin Carter como Maggie. - Mpho Koahu como Anthony. - Doug Jones como Cochise. - Seychelle Gabriel como Lourdes Delgado. - Scarlett Byrne como Lexi. - Will Patton como Daniel Weaver. | - Ryan Robbins como Tector Murphy. - Treva Etienne como Dingaan Botha. - John DeSantis como Shak-Chique. - Jessy Schram como Karen Nadler. - Robert Sean Leonard como Roger Kadar. |

## Continuidad
- Karen Nadler fue vista anteriormente en Exodus, vía flashback.
- La 2nd Mass llega al barrio chino.
- Maggie y Hal y Anne y Tom se reencuentran.
- Es el segundo episodio de la temporada en el que los Mason se encuentran en un mismo lugar.
- Lexi crea una especie de capullo, similar al de los Espheni.
- Kadar dice que el ADN humano y Espheni de Lexi se ha fusionado.
- Hal y Pope lideran un levantamiento de armas por temor al peligro que Lexi pueda representar.

## Recepción

### Recepción de la crítica
Chris Carabott de IGN calificó al episodio como grandioso y le otorgó una puntuación de 8.4 sobre 10, comentando: "Con todos juntos podemos conseguir una historia más centrada y la calidad ha ido en la dirección correcta a causa de ello. La historia de Lexi está avanzando a territorio interesante y el debate sobre si es o no una amenaza ha funcionado hasta ahora. Por desgracia, el triángulo amoroso que se metió en nuestras gargantas parece innecesariamente entrelazado en la trama principal y tiene el potencial para ser una distracción molesta el resto de la temporada. Dicho esto, éste es el mejor episodio de Falling Skies esta temporada, por lo que, al menos, las cosas van en la dirección correcta".

### Recepción del público
En Estados Unidos, Mind Wars fue visto por 2.64 millones de espectadores, recibiendo 0.7 millones de espectadores entre los 18 y 49 años, de acuerdo con Nielsen Media Research.